# Ligne 160 (SNCB)
Pour les articles homonymes, voir Ligne 160.
La ligne 160 est une ligne de chemin de fer périurbaine belge, située en bordure est de l'agglomération bruxelloise, qui reliait la gare de Bruxelles-Luxembourg (anciennement « quartier Léopold ») à la gare de Tervueren. Fermée au trafic voyageurs en 1958 et à celui des marchandises en 1970, elle est déferrée en 1972. Sa plateforme est réutilisée suivant les sections, en : bretelle autoroutière, sentier pédestre et voie de tramway.

## Historique

### Chronologie
- 9 juin 1881 : mise en service d'Etterbeek à Auderghem[1].
- 18 mai 1882 : mise en service d'Auderghem à Woluwe[1].
- 15 septembre 1882 : mise en service de Woluwe à Tervueren[1].
- 31 décembre 1958 : fermeture du trafic voyageurs[1].
- 1er juillet 1970 : fermeture du trafic marchandise[1].
- 1972 : déferrée[1].

### Histoire
Une ligne de chemin de fer passant par Tervueren fut envisagée lorsque l’État belge chercha à raccourcir le trajet de ses trains entre Bruxelles et Louvain en concurrence avec un passage par Schaerbeek, Zaventem et Herent. C'est finalement ce second tracé (section de l'actuelle ligne 36, réalisée en 1866) qui s'est imposé.
Finalement décidée en 1877, la ligne de chemin de fer entre Bruxelles et Tervueren est financée par des fonds privés, en l’occurrence ceux de la Banque de Belgique. La ligne est inaugurée par phases en 1881 et 1882. Elle est parallèle à la ligne 161 (alors exploitée par la Grande compagnie du Luxembourg) jusqu'à Etterbeek à partir d'où elle suit un tracé en forme de U renversé afin de desservir les principaux villages à l'est de Bruxelles. Le train s’arrête dès lors cinq fois par jour dans chaque sens à Etterbeek, Auderghem, Woluwe-Avenue, Woluwe-Village, Kappelleveld, Stockel, Oppem et Tervueren.
En 1897, le tronçon final est dévié afin de desservir ce qui deviendra le Musée royal de l'Afrique centrale et qui, à l'époque, héberge le volet « colonial » de l'exposition universelle (dont un village reconstitué et… peuplé). 10 ans plus tard, la ligne est portée à double voie et voit passer un important trafic de « ravitaillement » de la capitale. Entre les deux guerres, l'agglomération bruxelloise se densifie et l'industrie électrique fait le projet d'y tester la traction électrique.
En 1925 (ou 1929?), la ligne sera prise en concession par la « Société Générale des Chemins de Fer Économiques » qui l'exploite sous le nom de « Bruxelles - Tervueren » (BT). En proie à des difficultés financières et ne trouvant pas son acquisition suffisamment rentable, cette dernière la revend à la Compagnie générale d’entreprises électriques et industrielles (Electrobel) qui veut y tester la traction électrique. Elle crée la Société du chemin de fer électrique de Bruxelles-Tervueren, modernise et électrifie la ligne, et crée trois arrêts supplémentaires (Watermael, Auderghem (chaussée de Wavre) et Wezembeek). L'électrification est inaugurée en 1931 sous tension de 1 500 volts. Elle fait de cette ligne la première ligne électrifiée opérationnelle en Belgique. Notons que quelques années plus tard, la ligne Anvers - Bruxelles - Charleroi sera électrifiée en 3 000 volts, tension qui deviendra le standard à la SNCB.
Après la Seconde Guerre mondiale, la ligne est progressivement victime de la concurrence de la route. En 1958, le BT cesse d'exploiter la ligne. La SNCB reprend uniquement la desserte marchandise jusqu'en 1970. La construction de la liaison autoroutière entre la grande ceinture de Bruxelles (Boulevard du Souverain) et l'autoroute des Ardennes qui utilise l'assiette entre les installations d'Etterbeek et Auderghem impose le déferrement en 1972. Les ponts sont démontés et le site devient en partie un sentier pédestre.
En 1988, l'extension du tram 39 réutilise une partie de l'assiette de l'ancienne ligne de chemin de fer.

## Caractéristiques

### Gares et arrêts
Liste des gares et points d'arrêts de la ligne :
- Etterbeek, gare ouverte en 1880 toujours utilisée par la ligne 161.
  - Watermael, point d'arrêt ouvert en 1931 et fermé en 1958.
  - Chaussée de Wavre[1], point d'arrêt ouvert en 1931 et fermé en 1958.
- Auderghem, gare ouverte en 1881 et fermée en 1970.
  - Boulevard de Woluwe[1], point d'arrêt ouvert en 1931 et fermé en 1958.
- Woluwe, gare ouverte en 1881 et fermée en 1970, se trouvant à la frontière entre Woluwe-Saint-Lambert et Woluwe-Saint-Pierre, (bâtiment voyageurs détruit, un quai est visible[1]).
  - Kapelleveld, point d'arrêt ouvert en 1931 et fermé en 1958.
  - Stockel[1], point d'arrêt ouvert en 1931 et fermé en 1958.
- Wezembeek, gare ouverte en 1881 sous le nom de Stockel et fermée en 1970 (bâtiment voyageurs devenu une habitation[1]).
  - Wezembeek[Quoi ?], point d'arrêt ouvert en 1931 et fermé en 1958.
  - Oppem-Sterrebeek[1], point d'arrêt ouvert en 1931 et fermé en 1958.
- Tervueren, gare ouverte en 1882, déplacée en 1897 et fermée en 1970 (bâtiment voyageurs détruit[1]. L'actuel « Bar des Amis » occupe l'ancienne halle aux marchandises de la seconde gare tandis que la toute première gare se trouvait proche du terme de l'Albertlaan, sur ce tracé une maison de garde barrière transformée en villa existerait toujours[6].

## Après le chemin de fer

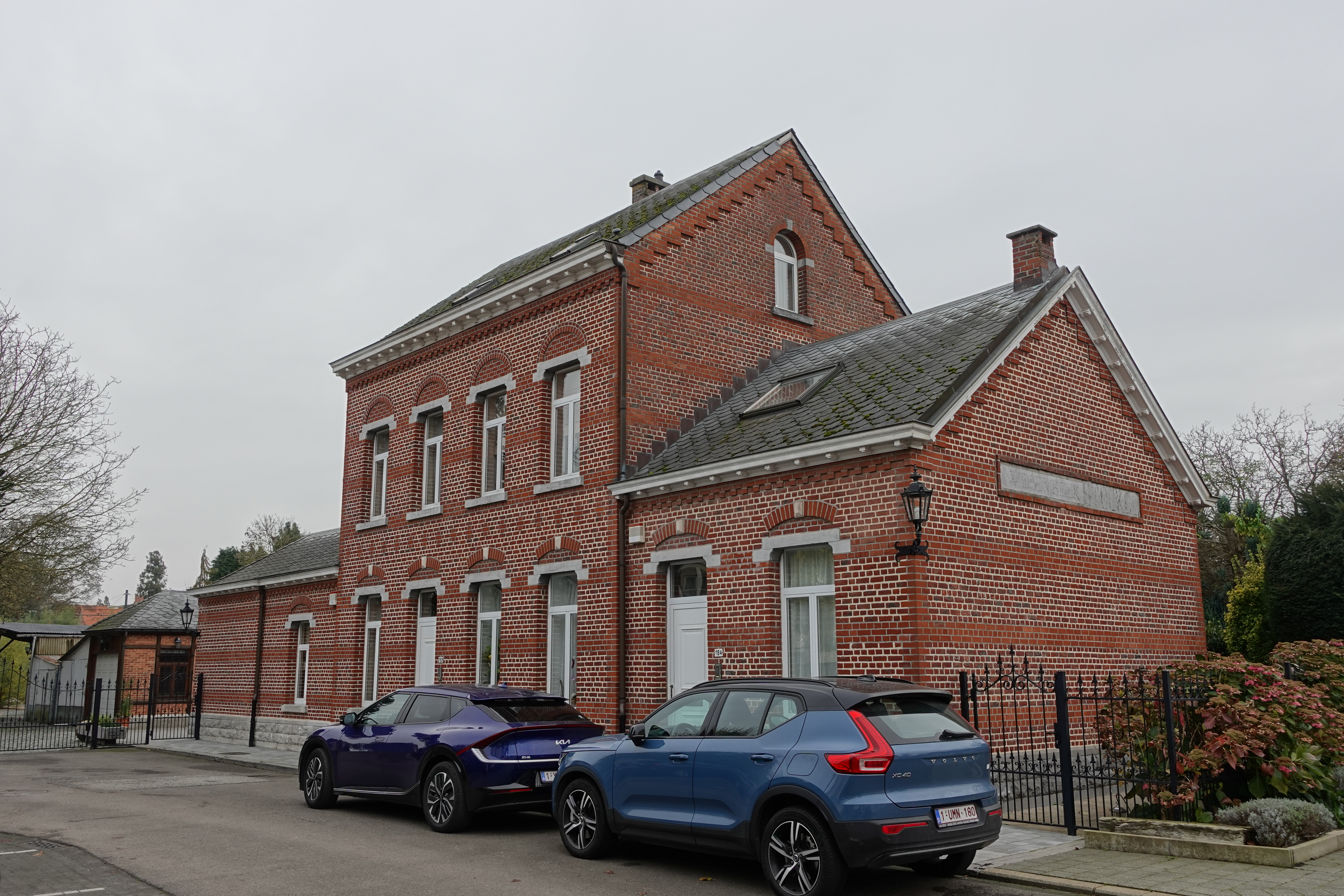
Ancienne gare de Stockel, rebaptisée Wezembeek puis Stokkel.

Outre la jonction évoquée plus haut, un sentier pédestre relie Auderghem à l'ancienne halte de Kapellenveld. L'assiette est ensuite utilisée par la ligne de « Tram express » 39 de la STIB dont elle constitue un site propre idéal. La section terminale, entre le terminus « Ban Eik » du tram (Wezembeek-Oppem) et Tervueren est un chemin dont le dernier kilomètre est envahi par la végétation.
Le sentier traversant la commune de Auderghem a fait l'objet d'une remise à niveau début du siècle, notamment avec la reconstruction des ponts.
La gare de Wezembeek est le seul bâtiment des voyageurs encore présent le long de la ligne ; appartenant au plan type 1893, il ne date cependant pas des origines de la ligne : Auderghem, Woluwe et possiblement la première gare de tervueren étant des bâtiments de plan type 1873.
La gare de Tervueren, construite dans un mélange de styles « Style chalet » et « Néo-Renaissance flamande », dont la tour d'horloge rappelle celle de la Gare de Schaerbeek, a été rasée en 1964.